# Fatellapur
Fatellapur è una suddivisione dell'India, classificata come census town, di 5.574 abitanti, situata nel distretto di Murshidabad, nello stato federato del Bengala Occidentale. In base al numero di abitanti la città rientra nella classe V (da 5.000 a 9.999 persone).

## Società

### Evoluzione demografica
Al censimento del 2001 la popolazione di Fatellapur assommava a 5.574 persone, delle quali 2.730 maschi e 2.844 femmine. I bambini di età inferiore o uguale ai sei anni assommavano a 1.170, dei quali 549 maschi e 621 femmine. Infine, coloro che erano in grado di saper almeno leggere e scrivere erano 2.781, dei quali 1.620 maschi e 1.161 femmine.